# Emma Luchini
Pour les articles homonymes, voir Luchini.
Emma Luchini née à Paris 12e le 26 octobre 1979 est une actrice, scénariste et réalisatrice française.

## Biographie
Emma Luchini est la fille de Fabrice Luchini, acteur, et de Cathy Debeauvais, journaliste secrétaire de rédaction,. Elle est prénommée Emma en hommage à Emma Bovary, héroïne du roman Madame Bovary de Gustave Flaubert.
Elle suit des cours d'arts plastiques et commence à travailler comme graphiste. Après avoir réalisé Sweet Valentine avec Vincent Elbaz en 2010, elle réalise en 2013 La Femme de Rio avec Nicolas Rey, et remporte le César du meilleur court métrage en 2015. Elle dirige son père dans le film Un début prometteur en 2015. Elle a également réalisé plusieurs films publicitaires depuis 2012,.

## Filmographie

### Actrice
- 2012 : L'amour dure trois ans de Frédéric Beigbeder

### Réalisatrice
- 1999 : Tout le monde s'appelle Victor (vidéo)
- 2006 : Sur ses deux oreilles (court métrage)
- 2010 : Sweet Valentine
- 2014 : La Femme de Rio (court métrage)
- 2015 : Un début prometteur

## Distinctions

### Récompense
- César du meilleur court métrage pour La Femme de Rio (2015)